# Javier Iturriaga
Javier Iturriaga Arrillaga (Mexico-Stad, 3 november 1983) is een Mexicaans profvoetballer die bij voorkeur als middenvelder speelt. Hij verruilde in 2012 Club Portugalete voor CD Getxo. Tussen 2004 en 2007 was hij actief bij Athletic Bilbao. Nadien speelde hij bij US Salamanca.
Iturriaga is van Baskische afkomst. Zijn ouders verhuisden begin jaren tachtig voor hun werk vanuit Baskenland naar Mexico-Stad. Na enkele jaren keerde de familie Iturriaga via Engeland terug naar Baskenland en Javier Iturriaga ging in de jeugd van Athletic de Bilbao spelen. In het seizoen 2006/2007 debuteerde hij tegen Gimnàstic de Tarragona in het eerste elftal.  